# حيوان (عبادة)
أنيمال وورشب عبادة الحيوان (بالإنجليزية: Animal worship)‏ ظهرت عبادة الحيوان في الأديان القديمة (أديان الطبيعة). وفي تلك العبادات اعتبرت الحيوانات مظاهر أو تشخيصات للمعبود، أو أضفوا عليها خصائص مقدسة. وأقيمت العبادة جزئيا على حقيقة أن الحيوانات تمتلك صفات لا يملكها البشر، أو يملكونها بدرجة أقل، كالقوة والسرعة، مما يوحي بالخوف. عنصر آخر عمل على عبادة الحيوانات وهو الأسرار المحيطة ببعض الحيوانات. ومثال ذلك الأفعى. إنها مخيفة، ومع ذلك قدستها الكثير من الثقافات؛ فلها مزايا شافية أو مترافقة مع الصحة هي رمز الرب الطبيب أسكليبيوس (Asclepius) ورمز الخلود (تجدید جلدها).

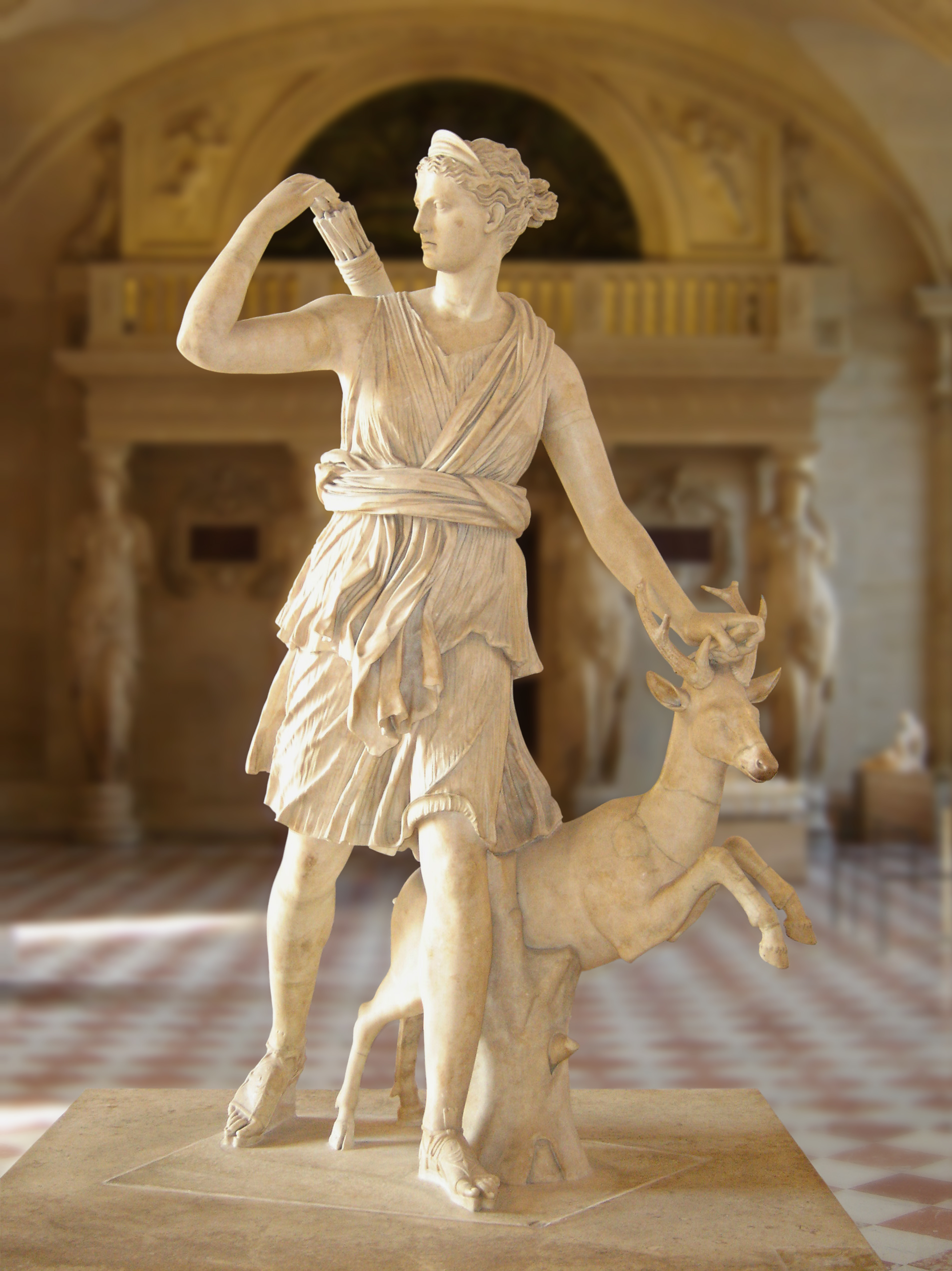
أتميس مع الغزال.

والأفاعي الهامة في الميثولوجيا هي أبوفيس Apophis في مصر والحية العالمية جورمونغاند Jormungand وأنانتي Ananta في الهند وحية الأزتيك الكبرى كويتزالکوتل Quetzalcoatl. وكانت عبادة الحيوان في مصر القديمة جزءا هاما من الديانة. فالربات حاتور Hathor وباستيت Bastet ظهرتا على شكل بقرة وقطة، وظهر حورس Horus على شكل نسر. واعتبرت القطط معبودات منزلية، وفي ممفيس عبد الثور أبيس کمرافق للرب بتاح Ptah وكان الكبش يرافق في العبادة أمون Amon طيبة، وكان العقرب تجسيدا لخيبري Khepri... وهكذا. وفي الهندوسية، وكذلك في الديانة الفارسية القديمة، كانت البقرة حيوانة مقدسة.